# مقاطعة كانار
كانار هي مقاطعة في الإكوادور العاصمة هي أزوغويس ،
في تعداد عام 2010 كانت المقاطعة يبلغ عدد سكانها 225184. وتحتوي على أنقاض القرن ال16 من إنكابيركا، والمعروفة بمستوطنة الإنكا في الإكوادور ونتاج غزوهم للسكان الأصليين الكانار.

## كانتونات
وتنقسم المقاطعة إلى 6 كانتونات :